# Sint Josephkerk (Haarlem)
De Sint Josephkerk is een 19e-eeuwse kerk in de Jansstraat in Haarlem. De kerk werd in 1841-1843 in neoclassicistische gebouwd naar ontwerp van Waterstaatsopzichter Hermanus Hendrik Dansdorp. De publicatie van de bouwtekeningen met toelichting van Dansdorp in de Bouwkundige Bijdragen leidde tot een korte polemiek over de kwaliteit van zijn ontwerp . Tegenover de kerk ligt de Janskerk en achter de kerk ligt het Begijnhof met daarop de Waalse Kerk.
Op 7 juli 1853 verhief paus Pius IX de Sint Josephkerk tot kathedraal van het bisdom Haarlem. In 1856 werd de kerk in de lengte en in de breedte vergroot, met op het priesterkoor eikenhouten kanunnikenbanken. Sinds 1898 is de St. Josephkerk weer een gewone kerk. De kathedraal van Haarlem is sinds 2 mei 1948 de Kathedraal Sint Bavo aan de Leidsevaart.
De kerk, inclusief het Josephorgel uit 1906, is sinds 1969 een rijksmonument.